# Adah Sharma
 (mai 2019).
Si vous disposez d'ouvrages ou d'articles de référence ou si vous connaissez des sites web de qualité traitant du thème abordé ici, merci de compléter l'article en donnant les références utiles à sa vérifiabilité et en les liant à la section « Notes et références ».
Adah Sharma (Bombay, 11 mai 1992) est une actrice indienne.

## Biographie
Elle joue principalement dans les films en hindi et en telugu.
Après avoir terminé ses études, elle fait ses débuts au cinéma avec le rôle principal du film d’horreur 1920. Son interprétation d'une femme possédée a été saluée par la critique et lui a valu le Filmfare Award du meilleur espoir féminin.
Après la sortie de Hasee Toh Phasee (2014), une comédie romantique au succès critique, elle s'est alors aventurée dans l'industrie cinématographique de l'Inde du Sud, où ses six premiers films - cinq en langue telugu - le thriller romantique Heart Attack (2014), le drame S/O Satyamurthy (2015), la comédie d'action Subramanyam for Sale (2015), la comédie romantique Garam (2016) et le thriller Kshanam (2016) - et un autre en kannada - le thriller d'action Rana Vikrama (2015), ont été des succès commerciaux.
en 2023, sa performance dans un film critiqué par la critique The Kerala Storya également suscité la controverse, son accent a été critiqué  interviews précédentes, Sharma affirmait être d'origine malayali de sa mère en 2024, son dernier film Bastar L'histoire de Naxal a été un échec au box-office et a reçu des critiques négatives,.